# 曼托洛金 (新澤西州)
曼托洛金（英語：Mantoloking）是位於美國新澤西州海洋縣的自治市鎮。

## 人口
根據2020年美國人口普查的數據，曼托洛金的面積為1.66平方千米，當中陸地面積為1.00平方千米，而水域面積為0.66平方千米。當地共有人口331人，而人口密度為每平方千米199人。